# Rudolf Singer (Politiker, 1915)
Rudolf „Rudi“ Singer (* 10. Juli 1915 in Hamburg; † 1. November 1980 in Ost-Berlin) war Journalist und Vorsitzender des Staatlichen Komitees für Rundfunk der DDR. Er war Abgeordneter der Volkskammer und Mitglied des Zentralkomitees (ZK) der SED.

## Leben
Singer wurde in einer jüdischen Familie geboren. Sein Vater wurde 1942 im KZ Auschwitz ermordet.
Singer erlernte von 1931 bis 1934 den Beruf des Exportkaufmanns bei der Concentra GmbH Hamburg sowie an der staatlichen Handelsschule Am Lämmermarkt Hamburg. 1932 trat er in den  KVJD ein und wurde im Januar 1933 Mitglied der KPD. Er arbeitete bis zu seiner Verhaftung im Jahr 1936 bei der Firma Keyaniyan Company als Einkäufer und Abteilungsleiter.
Singer gehörte nach der „Machtergreifung“ der Nationalsozialisten 1933 dem Widerstand an. Er war von 1933 bis 1934 im KZ Fuhlsbüttel inhaftiert. 1936 wurde er erneut verhaftet und im Mai 1937 zu zweieinhalb Jahren Zuchthaus verurteilt. Im April 1938 wurde er unter der Bedingung entlassen, Deutschland umgehend zu verlassen. Er emigrierte über Italien in die Schweiz. Dort wurde er im März 1939 im Internierungslager Girenbad interniert. Ab 1940 war er in einem Arbeitslager in Oberglatt. Vom Oktober 1944 bis September 1945 war er Sekretär der Bewegung Freies Deutschland in der Schweiz. Anschließend kehrte er nach Deutschland zurück.
Dort war er in verschiedenen Funktionen für die KPD in Bayern tätig. Er war von 1945 bis 1949 Sekretär der KPD-Bezirksleitung Nordbayern und Chefredakteur des Nordbayerischen Volksechos in Nürnberg, ab 1950 Chefredakteur des KPD-Zentralorgans Freies Volk und Mitglied des KPD-Parteivorstandes der KPD und seines Sekretariats. 1951 übersiedelte er in die DDR.
Ab 1952 war Singer stellvertretender Chefredakteur, von 1955 bis 1963 Chefredakteur der Zeitung Freiheit in Halle (Saale). Von 1955 bis 1963 gehörte er als Mitglied der SED-Bezirksleitung Halle an und absolvierte von 1956 bis 1961 ein Fernstudium mit Abschluss als Diplomgesellschaftswissenschaftler an der Parteihochschule der SED. Von 1956 bis 1958 war er der erste Chefredakteur des Deutschen Freiheitssenders 904. Von 1963 bis 1966 war Singer Leiter der Abteilung Agitation im ZK der SED und stellvertretender Vorsitzender der Agitationskommission beim Politbüro. Anschließend wurde er 1966 als Nachfolger von Hermann Axen Chefredakteur des Neuen Deutschland (bis 1971). Von 1967 bis 1980 war er Mitglied des ZK der SED. Bekannt geworden ist Rudolf Singer vor allem durch seine Tätigkeit als Vorsitzender des Staatlichen Komitees für Rundfunk, eine Funktion, die er von Juli 1971 bis zu seinem Tod 1980 ausübte, zudem war er ab 1971 stellvertretender Vorsitzender der Organisation Internationale de Radiodiffusion et de Télévision.

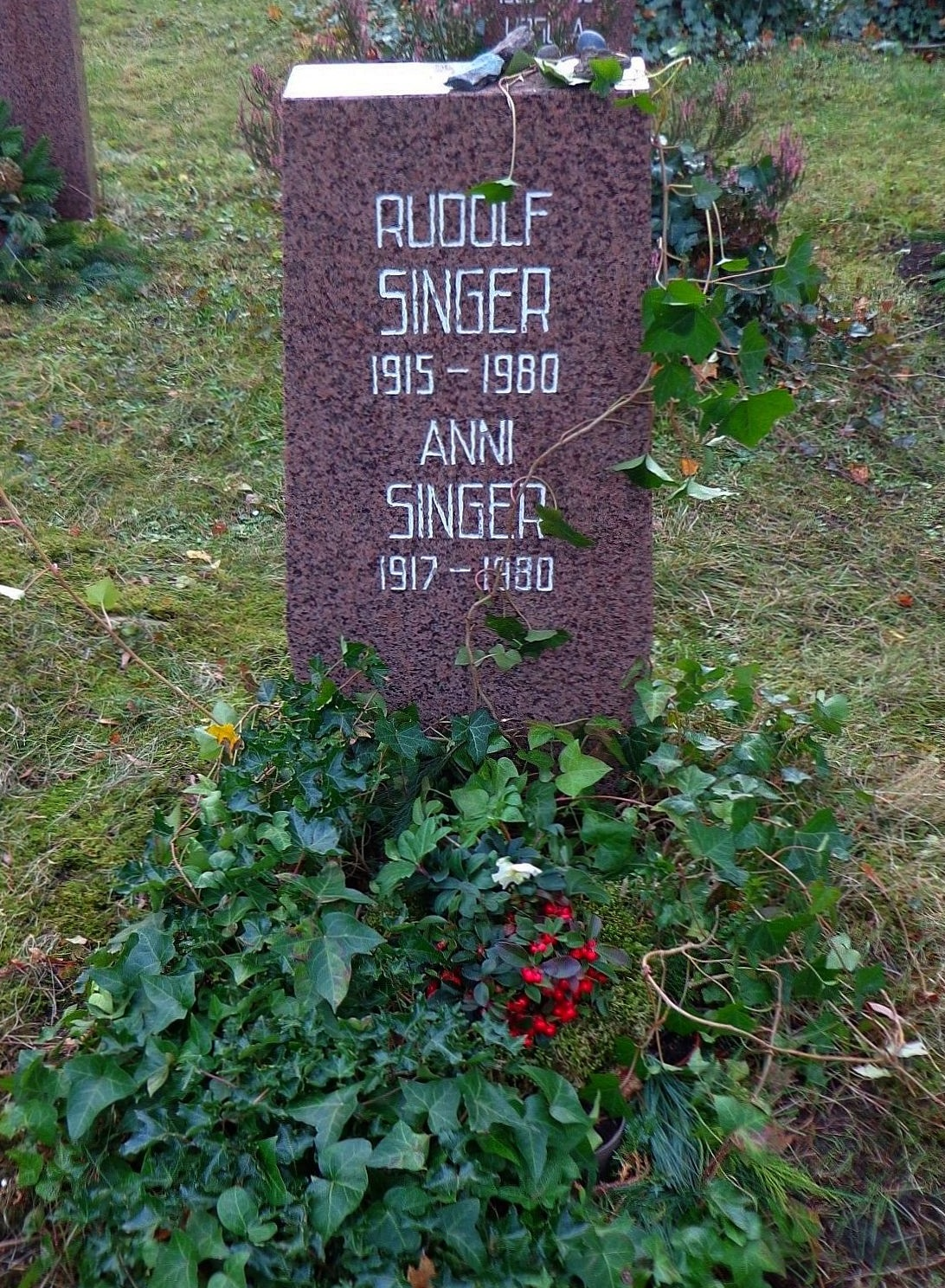
Grabstätte

Von 1971 bis 1980 gehörte Singer als Abgeordneter der Volkskammer an. Hier war er Mitglied des Ausschusses für Auswärtige Angelegenheiten und Vorsitzender der Parlamentarischen Freundschaftsgruppe DDR-Indien. Singer war auch Mitglied der Zentralleitung des Komitees der Antifaschistischen Widerstandskämpfer der DDR.
Rudolf Singers Urne wurde in der Grabanlage Pergolenweg des Berliner Zentralfriedhofs Friedrichsfelde beigesetzt.
Sein Sohn Klaus Singer war Büroleiter der Vorsitzenden der Partei Die Linke, Gesine Lötzsch.

## Auszeichnungen
- Vaterländischer Verdienstorden (VVO) in Bronze (1959), in Silber (1964), in Gold (1969) sowie Ehrenspange zum VVO in Gold
- Banner der Arbeit, Stufe I (1965)
- Verdienstmedaille der NVA (1970)
- Verdienstmedaille des Ministeriums des Innern (1974)
- Orden des jugoslawischen Banners mit goldenem Kranz
- Karl-Marx-Orden (1980)